# Periklís Yannópoulos
Pour les articles homonymes, voir Yannópoulos.
Periklís Yannópoulos (en grec moderne : Περικλής Γιαννόπουλος, 1869 - 8 avril 1910) était un poète grec.

## Biographie
Il publia « La Ligne grecque » (Ελληνική Γράμμη) en 1903 dans la revue Orient (Ανατολή) et « La Couleur grecque » (Ελληνικόν χρώμα) en  1904 dans la revue La Ville (Άστυ). Les deux textes sont le plus souvent regroupés sous le titre La Ligne grecque. Il y critiquait l'académisme de la peinture grecque de son époque, mais aussi les tentatives d'impressionnisme inadapté à la réalité de la lumière grecque. Il revendiquait une peinture authentiquement nationale. Il considérait que le « génie grec » n'était le produit ni de la « race grecque », ni de la civilisation grecque, ni de l'histoire grecque, mais de la « terre grecque », en tant que cadre naturel fait de lignes et de couleurs particulières. Tout au long des deux textes, il opposait « Lumière » et « Ténèbres ». Il considérait que ces dernières étaient véhiculées par la « culture germanique », tout en froideur, grisaille et tristesse à cause des terres sordides et des cieux bas qui l'ont vue naître. La « Lumière » inhérente au sud est, avec le soleil grec, positivité, joie et vie. Il est ici très influencé par la pensée nietzschéenne.
Esprit nouveau, paru en 1906, était une attaque contre la Grèce de son temps, endormie et engluée dans sa médiocrité. Son appel à un réveil national « insurrectionnel » fait écho aux ouvrages de son ami Íon Dragoúmis.
Il mit en scène son suicide en précipitant son cheval blanc dans la baie d'Éleusis.
Íon Dragoúmis lui dédia son œuvre Ceux qui sont vivants.

### Ouvrages de Yannópoulos
- La Ligne grecque, texte traduit, présenté et annoté par Marc Terrades, Études grecques, L'Harmattan, 2006.  (ISBN 2-296-01059-8)
- Esprit nouveau, 1906.

### Ouvrages à propos de Yannópoulos
- Antonis Danos, « The Culmination of Aesthetic and Artistic Discourse in Nineteenth-century Greece: Periklis Yannopoulos and Nikolaos Gyzis », Journal of Modern Greek Studies, vol. 20, n° 1, Mai 2002.
- Marc Terrades, Le Drame de l'hellénisme. Ion Dragoumis (1878-1920) et la question nationale en Grèce au début du XXe siècle., L'Harmattan, 2005.  (ISBN 2747577880)